# Verbesininae
Verbesininae Benth., 1873 è una sottotribù di piante spermatofite dicotiledoni appartenenti alla famiglia Asteraceae (sottofamiglia Asteroideae, tribù Heliantheae).

## Etimologia
Il nome della sottotribù deriva dal suo genere più importante (Verbesina L.) il cui nome a sua volta, per la somiglianza delle foglie, è derivato da un altro genere botanico: Verbena L. (antico nome latino che potrebbe essere derivato da "verber" = verga).

Il nome scientifico della sottotribù è stato definito per la prima volta dal botanico inglese George Bentham (1800 - 1884) in una pubblicazione del 1873.

## Descrizione
L'habitus tipico delle specie di questa sottotribù è erbaceo eretto (raramente il portamento è decombente) con cicli biologici annuali o perenni. Sono presenti anche arbusti (raramente del tipo come le viti) e in qualche caso anche alberi.
Le foglie lungo il caule sono disposte sia in modo opposto che alternato; raramente sono disposte a spirale o formano delle rosette basali. Le lamine delle foglie sono varie: raramente sono pettinate (con lacinie parallele) o perfogliate, possono essere prive di lobi o profondamente lobate. La superficie è 3 - 5 nervata.
Le infiorescenze sono composte da capolini terminali e semplici (non ramosi); talvolta le infiorescenze sono scapose (con lunghi fusti afilli). Se sono presenti più capolini, questi sono raggruppati in cime panicoliforme o corimbiforme (raramente di tipo tirsoide, discoide o radiato). I capolini sono formati da un involucro composto da diverse squame (o brattee) al cui interno un ricettacolo fa da base ai fiori di due tipi: quelli esterni del raggio e quelli più interni del disco. Gli involucri hanno una forma da cilindrica a emisferica. Le squame sono disposte su 2 - 4 serie, sono subuguali o scalate in grandezza. Il ricettacolo è da piatto a convesso, raramente è globoso ed è sempre provvisto di pagliette a protezione della base dei fiori.
I fiori sono tetraciclici (a cinque verticilli: calice – corolla – androceo – gineceo) e pentameri (ogni verticillo ha 5 elementi). I fiori del raggio sono femminili e fertili (qualche volta sono femminili ma sterili); le corolle (nella zona del tubo) in alcuni casi sono provviste di tricomi su due serie. I fiori del disco sono ermafroditi; le corolle sono pentamere (raramente tetramere) e sono prive di fasci fibrosi vascolari.
L'androceo è formato da 5 stami (raramente 4) con filamenti liberi e antere saldate in un manicotto circondante lo stilo.
Il gineceo ha un ovario uniloculare infero formato da due carpelli.. Lo stilo è unico e con due stigmi nella parte apicale; possiede inoltre due fasci vascolari. Le superfici stigmatiche degli stigmi sono divise. Le appendici degli stigmi sono minime o assenti.
I frutti sono degli acheni con pappo. Gli acheni sono compressi, raramente obpiramidali a sezione quadrata. Gli acheni dei fiori del raggio sono a sezione triangolare e a forma obpiramidale; sono inoltre alati; il colore è marrone o nero; non sono striati (o lo sono raramente); la superficie è glabra o densamente pubescente. Il pappo è formato da scaglie o da squamelle poste agli angoli dell'achenio.

## Distribuzione e habitat
Le specie di questa sottotribù abitano esclusivamente l'America; molte si trovano nel Messico o nelle zone tropicali delle Ande.

## Tassonomia

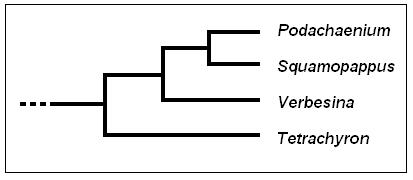
Cladogramma della sottotribù

Tradizionalmente (Robinson, 1981) i generi di questa sottotribù venivano descritti nella sottotribù Ecliptinae, ma successivi studi di Panero et al. (1999) hanno dimostrato la monofilia del gruppo (vedere il cladogramma semplificato tratto dallo studio citato) e sono stati quindi raccolti nell'attuale sottotribù.
La sottotribù comprende 4 generi e circa 315 specie.
| Genere                                                   | N. specie                                                 | Distribuzione                        |
| -------------------------------------------------------- | --------------------------------------------------------- | ------------------------------------ |
| Podachaenium Benth., 1852                                | 6 spp.                                                    | Messico, Colombia e America centrale |
| Squamopappus R.K. Jansen, N.A. Harriman & Urabtsch, 1982 | 1 sp. (S. skutchii R.K. Jansen, N.A. Harriman & Urabtsch) | Messico e Guatemala                  |
| Tetrachyron Schltr., 1847                                | circa 8 spp.                                              | Messico e Guatemala                  |
| Verbesina L., 1753                                       | circa 300 spp.                                            | America                              |

Il numero cromosomico delle specie di questa sottotribù varia da 2n = 30 a 2n = 38.

### Chiave per i generi
Per meglio comprendere ed individuare i vari generi della sottotribù l'elenco seguente utilizza il sistema delle chiavi analitiche:
- Gruppo 1A: gli acheni hanno una sezione quadrata e una forma obpiramidale; il pappo è formato da 4 scaglie (o squamelle) disposte agli angoli dell'achenio, in qualche caso le scaglie (allungate) sono alternate alle squamelle;

genere Tetrachyron.
- Gruppo 1B: gli acheni e il pappo sono formati diversamente;

- Gruppo 2A: gli acheni sono alati e privi di gambo;

genere Verbesina.
- Gruppo 2B: gli acheni sono alati e provvisti di gambo;

- Gruppo 3A: la corolla dei fiori del raggio è bianca;

genere Podachaenium.
- Gruppo 3B: la corolla dei fiori del raggio è gialla;

genere Squamopappus.

## Alcune specie

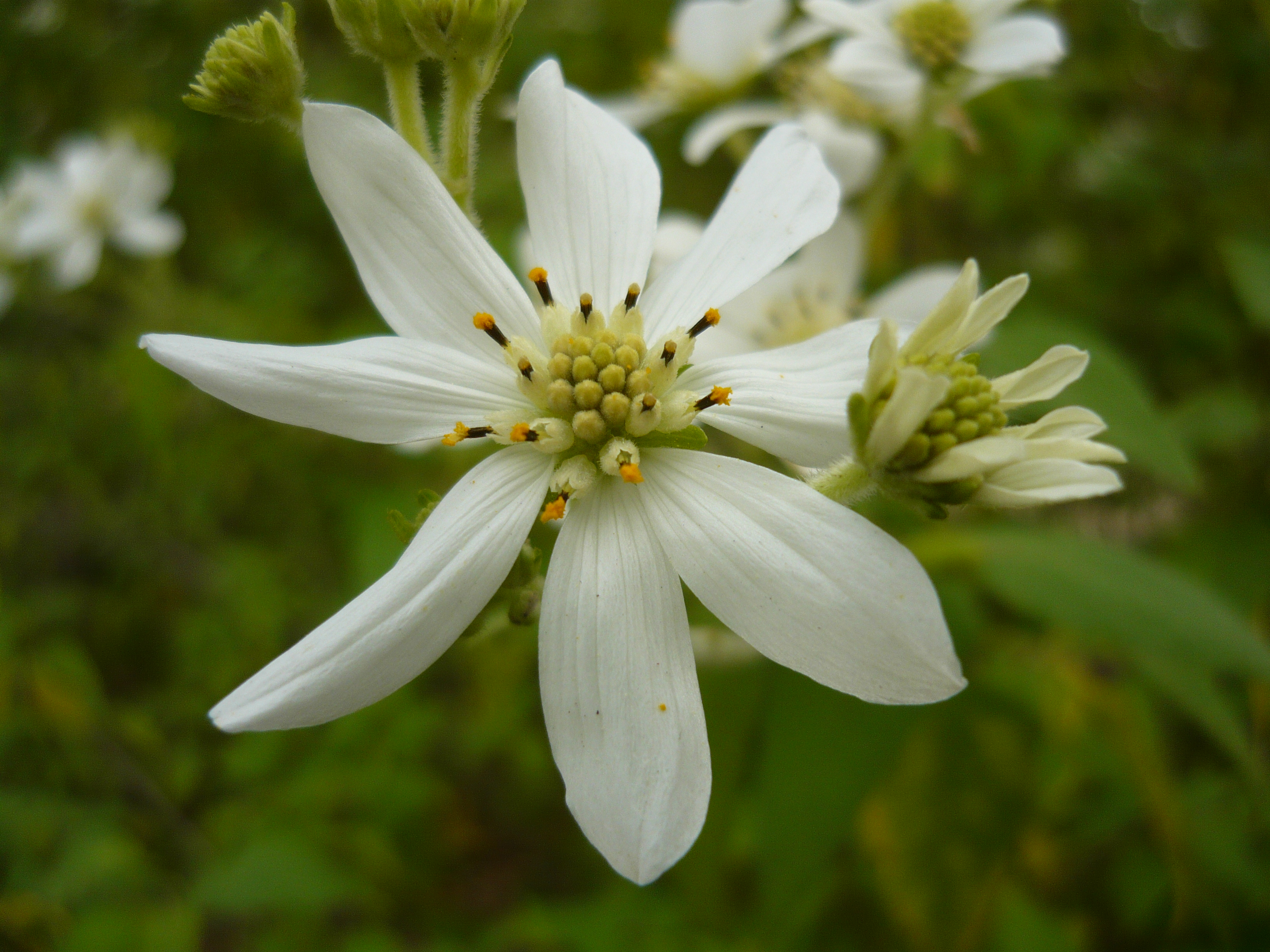
Podachaenium paniculatum
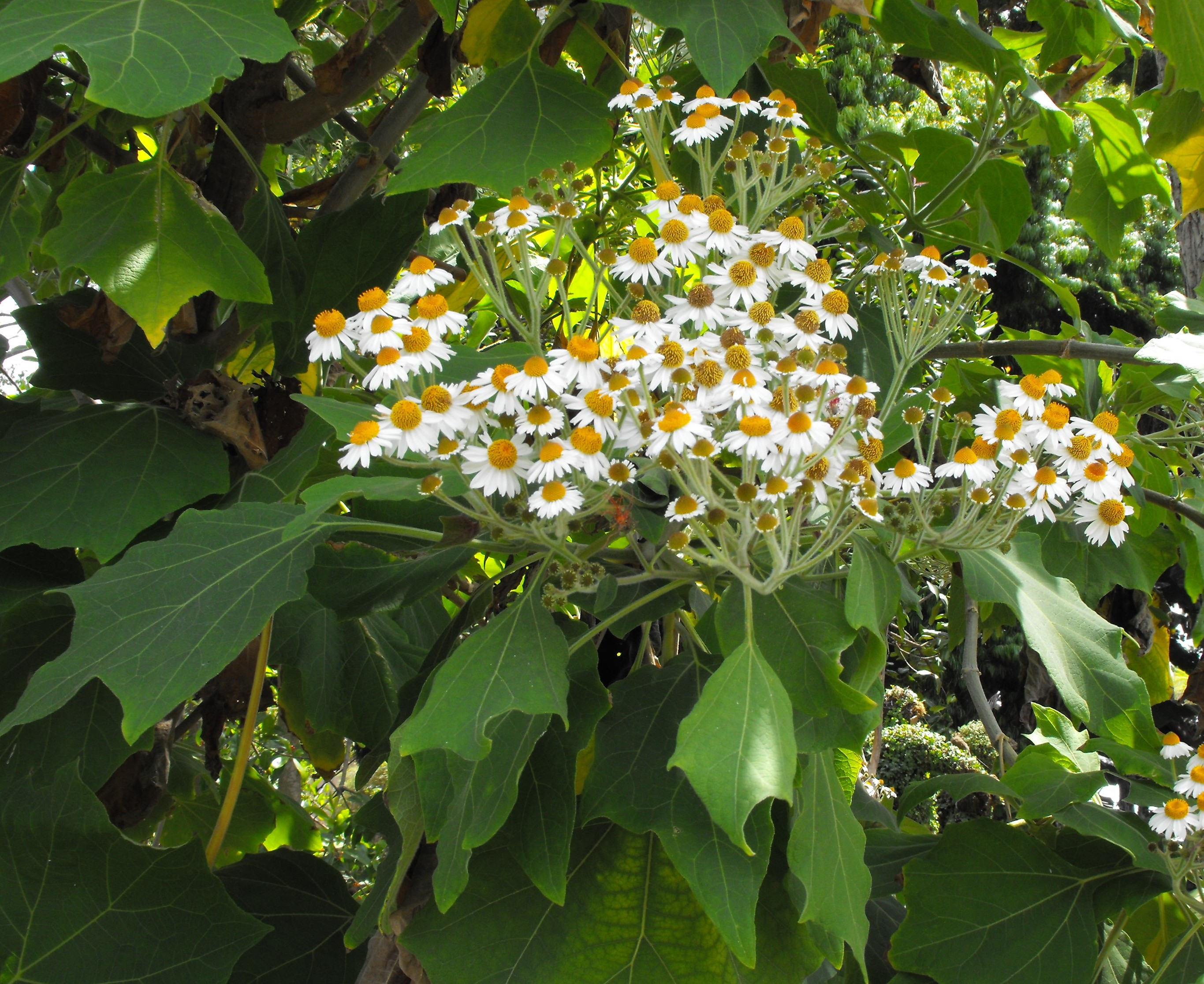
Podachaenium eminens
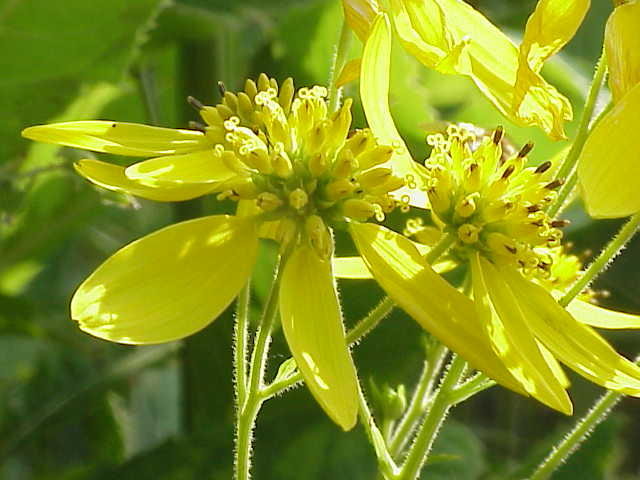
Verbesina alternifolia
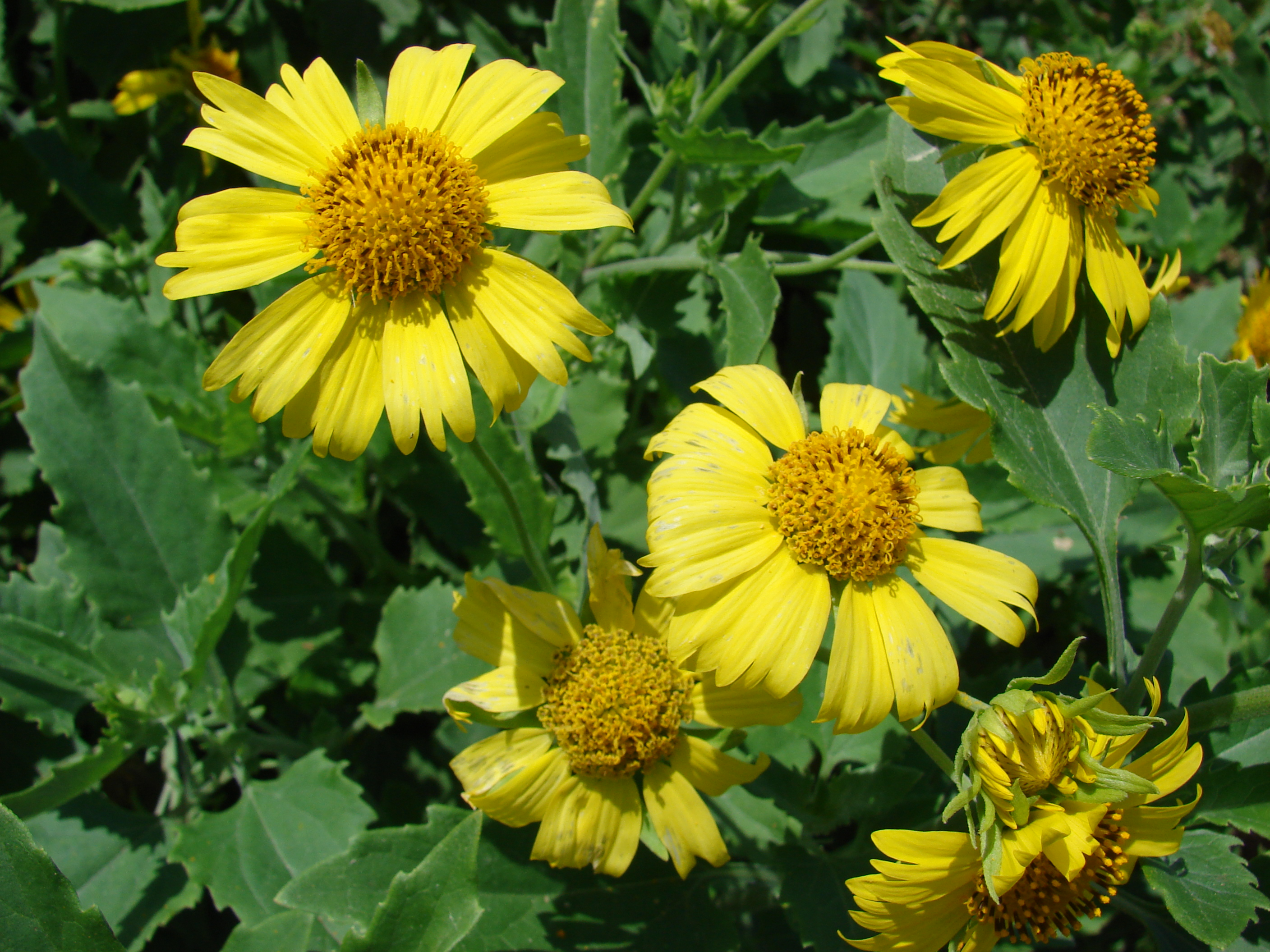
Verbesina encelioides